# آئروسپاسیال-ماترا
آئروسپاسیال-ماترا (به فرانسوی: Aérospatiale-Matra) یک شرکت فرانسوی تولیدکنندهٔ موشک و هواگرد بود که در سال ۱۹۹۹ با ادغام شرکت‌های فرانسوی آئروسپاسیال و ماترا اُت تکنولوژی به‌وجود آمد. این شرکت عمر چندانی نکرد و در تاریخ دهم ژوئیهٔ ۲۰۰۰ با دایملرکرایسلر ایروسپیس (داسا) آلمان و کاسای اسپانیا ادغام شد و گروه ایرباس را پدید آورد.